# العلاقات الأفغانية الغينية
العلاقات الأفغانية الغينية هي العلاقات الثنائية التي تجمع بين أفغانستان وغينيا.

## مقارنة بين البلدين
هذه مقارنة عامة ومرجعية للدولتين:
| وجه المقارنة                                              | أفغانستان                    | غينيا       |
| --------------------------------------------------------- | ---------------------------- | ----------- |
| المساحة (كم2)                                             | 652.23 ألف                   | 245.86 ألف  |
| عدد السكان (نسمة)                                         | 34.94 مليون                  | 12.72 مليون |
| الكثافة السكانية (ن./كم²)                                 | 53.57                        | 51.74       |
| العاصمة                                                   | كابل                         | كوناكري     |
| اللغة الرسمية                                             | اللغة البشتوية، اللغة الدرية | لغة فرنسية  |
| العملة                                                    | أفغاني                       | فرنك غيني   |
| الناتج المحلي الإجمالي (بليون دولار)                      | 20.82 مليار                  | 10.50 مليار |
| الناتج المحلي الإجمالي (تعادل القوة الشرائية) بليون دولار | 62.62 مليار                  | 15.24 مليار |
| الناتج المحلي الإجمالي الاسمي للفرد دولار أمريكي          | 594                          | 531         |
| الناتج المحلي الإجمالي للفرد دولار أمريكي                 | 1.93 ألف                     | 1.22 ألف    |
| مؤشر التنمية البشرية                                      | 0.479                        | 0.411       |
| رمز المكالمات الدولي                                      | +93                          | +224        |
| رمز الإنترنت                                              | .af                          | .gn         |
| المنطقة الزمنية                                           | ت ع م+04:30                  | 00          |

## منظمات دولية مشتركة
يشترك البلدان في عضوية مجموعة من المنظمات الدولية، منها:
| علم المنظمة | اسم المنظمة                               | تاريخ انضمام أفغانستان | تاريخ انضمام غينيا |
| ----------- | ----------------------------------------- | ---------------------- | ------------------ |
|             | مؤسسة التنمية الدولية                     | 2 فبراير 1961          | 26 سبتمبر 1969     |
|             | يونسكو                                    | 4 مايو 1948            | 2 فبراير 1960      |
|             | وكالة ضمان الاستثمار متعدد الأطراف        | 16 يونيو 2003          | 5 أكتوبر 1995      |
|             | الأمم المتحدة                             | 19 نوفمبر 1946         | 12 ديسمبر 1958     |
|             | الاتحاد البريدي العالمي                   | ?                      | ?                  |
|             | البنك الدولي للإنشاء والتعمير             | 14 يوليو 1995          | 28 سبتمبر 1963     |
|             | منظمة التعاون الإسلامي                    | ?                      | ?                  |
|             | منظمة حظر الأسلحة الكيميائية              | ?                      | ?                  |
|             | مؤسسة التمويل الدولية                     | 23 سبتمبر 1957         | 22 أكتوبر 1982     |
|             | المركز الدولي لتسوية المنازعات الاستشارية | 25 يوليو 1968          | 4 ديسمبر 1968      |
|             | منظمة الشرطة الجنائية الدولية             | ?                      | ?                  |

## وصلات خارجية
- موقع وزارة الخارجية الأفغانية